# Jeanne Lamouche
Jeanne „Janine“ Lamouche (* 6. August 1920 in Paris als Jeanne Magnin; † 19. November 2022 in Anglet) war eine französische Leichtathletin.

## Karriere
Jeanne Lamouche trainierte während ihres Studiums zur Sportlehrerin unter ihrem späteren Ehemann beim Paris Université Club. Während des Zweiten Weltkriegs wurde sie aufgrund einer Zahninfektion in ihrer Gehfähigkeit eingeschränkt. Sie erholte sich jedoch davon und startete bei den Olympischen Sommerspielen 1948 über 80 m Hürden. Kurze Zeit später beendete sie ihre Karriere und unterrichtete fortan am Lycée Jean-de-La-Fontaine, wo sie auch die Basketballmannschaft der Schule trainierte. 1958 wurde ihr der Orden für Verdienste um das Sportwesen  als Ritter verliehen.